# Gerhard Kneifel
Gerhard Kneifel, né le 26 mai 1927 à Trebbin et mort le 20 juin 1992 à Leipzig est un compositeur, arrangeur et chef d'orchestre allemand.

## Biographie
Kneifel apprend d'abord l'accordéon pendant 8 ans. De 1946 à 1948, il étudie au Conservatoire Stern de Berlin le trombone, la contrebasse et la composition. À partir de 1948, il travaille pour l'industrie du disque et la radio. En 1960, il dirige le Rundfunk-Tanzorchester Leipzig. Il compose des chansons et des œuvres pour la scène comme l'opérette Schwarze Perle (1961) et la comédie musicale Bretter, die die Welt bedeuten  (1970). Entre 1963 et 1967, il est engagé comme arrangeur attitré du Friedrichstadt-Palast de Berlin pour lequel il écrit la revue Der Mann, der Dr. Watson war. Il enregistre sa propre musique de danse pour Amiga avec son orchestre ou, entre autres, celui de Manfred Krug (Ich weiß ein Mädchen, 1965).